# Louis Marcoussis
Louis Marcoussis, wł. Ludwik Kazimierz Władysław Markus (ur. 14 listopada 1878 w Warszawie, zm. 22 października 1941 w Cusset) – grafik, malarz pochodzenia żydowskiego. Jeden z czołowych przedstawicieli kubizmu i paryskiej awangardy artystycznej pierwszej połowy XX w.

## Życiorys
Urodził się w Warszawie w 1878 r. w zasymilowanej rodzinie zamożnych fabrykantów żydowskich trudniących się produkcją dywanów. W 1901 r. rozpoczął studia na krakowskiej Akademii Sztuk Pięknych. W Krakowie Markus spędził zaledwie dwa lata – studiując pod kierunkiem Józefa Mehoffera i Jana Stanisławskiego, należał do grona najlepiej ocenianych studentów. 
W 1903 wyjechał do Paryża, gdzie kontynuował naukę w Académie Julian u Jules'a Lefebvre'a. We wczesnym okresie swej twórczości (1903–1912), dzięki swym umiejętnościom rysunkowym utrzymywał się z karykatur przesyłanych regularnie do pism francuskich („La Vie parisienne”, „L'Assiette au beurre”) i polskich („Mucha”, „Liberum Veto”). Swe płótna zaprezentował po raz pierwszy na Salonie Jesiennym 1905 r. W tym czasie tworzył obrazy utrzymane w impresjonistycznej poetyce.
Kolejna dekada przyniosła zmianę w twórczości artysty. Dzięki znajomości z Pablem Picassem zainteresował się kubizmem. W 1912 r. za namową przyjaciela, Guillaume'a Apollinaire'a Markus zmienił swe nazwisko na nazwę podparyskiej miejscowości - Marcoussis. W tym samym roku dołączył do ugrupowania Section d'Or. Kolejne dekady spędził w gronie twórców awangardowych (Jeana Metzingera, Juana Grisa, Georges'a Braque'a) i poetów (Guillaume'a Apollinaire'a, Maxa Jacoba, André Salmona). 
W 1914 r. ożenił się z polską malarką pochodzenia żydowskiego Alicją Halicką. W trakcie I wojny światowej służył w Legii Cudzoziemskiej. Po wojnie artysta kontynuował swe kubistycznie poszukiwania, nie zaniechał jednak eksperymentowania. 
Od lat 20. Marcoussis skłaniał się coraz bardziej ku poetyce surrealizmu. Z kręgiem surrealistów Marcoussis i Halicka byli zresztą blisko zaprzyjaźnieni. Spotykali się z Maxem Ernstem i Joanem Miró, przyjaźnili się  z André Bretonem, Tristanem Tzarą czy Pierre’em Reverdym. 

## Wystawy
Wystawy monograficzne

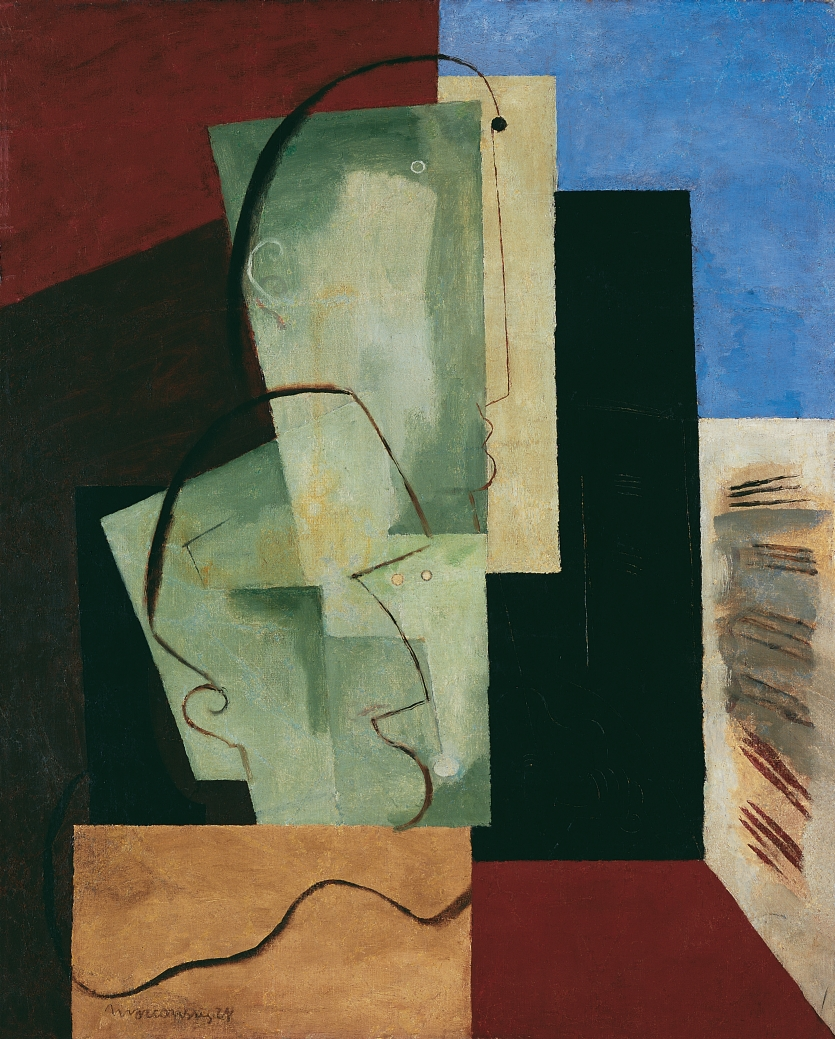
Louis Marcoussis, Koncert (1928), Muzeum Sztuki w Łodzi

- październik 1922: Der Sturm, Berlin
- 1925: Galerie Pierre Chareau, Paryż
- 16 – 31 października 1926: Gouaches et Sous-verres de Louis Marcoussis, Galerie Jeanne Bucher, Paryż
- 1928: Galerie Le Centaure, Bruksela
- 23 listopada – 7 grudnia 1929: Galerie Jeanne Bucher, Paryż
- 28 listopada – 31 grudnia 1930:  Gravures, Galerie Jeanne Bucher, Paryż
- 1929: Galerie Georges Bernheim, Paryż
- 1929: Galerie Jeanne Bucher, Paryż
- 1933: M. Knoedler & Co., Nowy Jork
- 9–30 listopada 1934: Arts Club, Chicago
- 18–30 listopada 1934: l’exposition des eaux-fortes de Louis Marcoussis,  Galerie Pierre, 14 rue de Seine, Paryż
- 1936: Palais des Beaux-Arts, Bruksela
- 1937: Palais des Beaux-Arts, Bruksela
- 21 października – 3 listopada 1937: Galerie Jeanne Bucher-Myrbor, Paryż
- 1939: London Gallery, Londyn
- 31 października – 31 grudnia 1943: Galerie Jeanne Bucher, Paryż
- 15 października – 10 listopada 1948: Louis Marcoussis 1883–1941 : oeuvres choisies, galerie d'art du Faubourg, Paryż
- 1949: Retrospective, Paryż
- 1950: Retrospective, Basel
- 1951: Retrospective, Bruksela
- 1960: Louis Marcoussis 1883–1941 : Gemälde, Aquarelle, Zeichnungen, Gravuren 1910–1940, Kölnischer Kunstverein, Köln
- maj 1962: Hommage á Marcoussis, Galerie Kriegel, Paryż
- 3 lipca – 4 października 1964: Louis Marcoussis, Musée national d'art moderne, Paryż
- 8 października – 15 listopada 1966: Marcoussis : l'œuvre gravé, peintures, Nouveau Musée du Havre, Havre
- 19 stycznia – 12 lutego 1972: Marcoussis, l'ami des poètes, Bibliothèque nationale (France), Paryż
- 22 maja – 29 czerwca 1996: Louis Marcoussis, graveur, Galerie Berggruen & Cie, Paryż

Salony
- 1905: Salon d'Automne, Paryż
- 1906: Salon des Indépendants, Paryż

Wystawy zbiorowe
- 4 maja – 4 czerwca 1925: Gravures, dessins et aquarelles de Gromaire, Lurçat, Pascin, Marcoussis. Sculptures de Lipchitz, Galerie Jeanne Bucher, Paryż
- 1929: Peintres et sculpteurs contemporains, Galerie Jeanne Bucher, Paryż
- 7–21 kwietnia 1930: Modern European and antique oriental art, The Renaissance Society
- kwiecień 1930:  Exhibition of cubism (period 1910–1913), De Hauke & Co, Nowy Jork
- 7–21 lutego 1932: Fifth annual exhibition of modern French painting, with African masks, The Renaissance Society
- 19 grudnia 1935 – 20 stycznia 1936: Exposition d’un collectionneur – Henri Laugier, Galerie Jeanne Bucher, Paryż
- 20 – 30 czerwca 1939: Louis Marcoussis, Joan Miró, Galerie Jeanne Bucher, Paryż

Pośmiertne
- 14 grudnia 1945 – 12 stycznia 1946: 20 ans chez Jeanne Bucher, Galerie Jeanne Bucher, Paryż
- 9 października – 6 listopada 1951: Contemporary American and European Art, The Renaissance Society
- 15 października – 15 listopada 1958: Watercolours, Drawings, and Collages from the Collection of Mr. and Mrs. Joseph Ransall Shapiro, The Renaissance Society
- 6 maja – 30 listopada 1960: Hommage à Jeanne Bucher – rétrospective 1925–1960, Galerie Jeanne Bucher, Paryż
- 1 czerwca – 19 września 1977: Paris - New York, Centre Pompidou, Paryż
- 12 lipca  – 11 września 1978: Pérégrinations de Georges Hugnet, Centre Pompidou, Paryż
- 23 czerwca – 26 września 1983: Présences polonaises, Centre Pompidou, Paryż
- 24 Maja – 29 czerwca 1986: Louis Marcoussis, Alice Halicka, Musée Tavet, Pontoise; 10 lipca – 20 sierpnia 1986: Pavillon de la Restauration, Vichy
- 22 czerwca 1994 – 9 października 1994: FACE A FACE - Portraits et autoportraits de la collection, Centre Pompidou, Paryż